# Grand Pilier d'Angle
Le Grand Pilier d'Angle est un sommet des Alpes situé à 4 243 m dans le massif du Mont-Blanc.

## Alpinisme

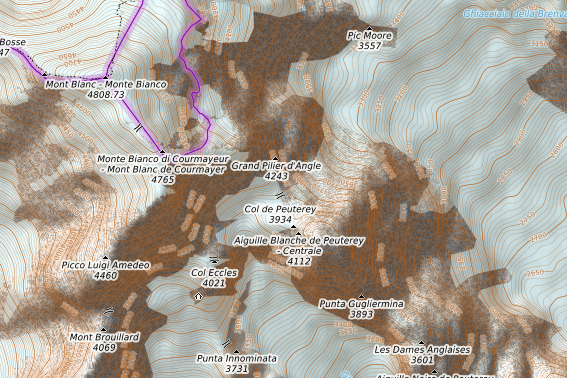
Carte topographique du Grand Pilier d'Angle.

Le sommet a peut-être été atteint par James Eccles avec les guides Michel-Clément Payot et Alphonse Payot, lors de la première de l'arête de Peuterey  30-31 juillet 1877 (ils sont tout au moins passés à proximité du sommet, en haut du couloir Eccles).

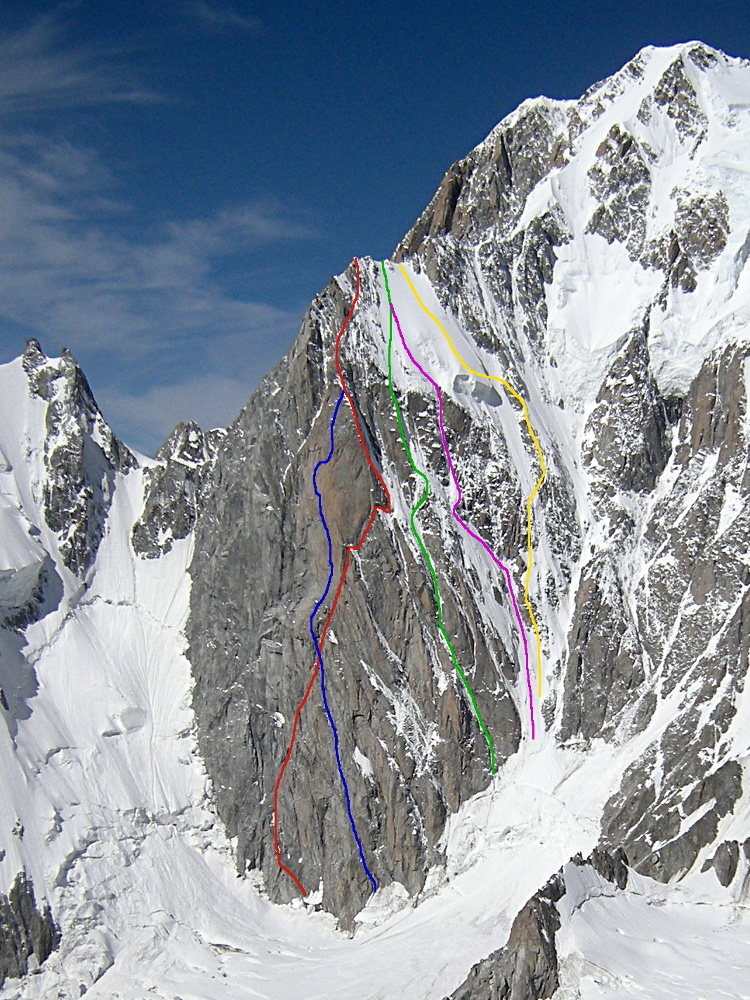
Le Grand Pilier d'Angle avec :
- en rouge, la voie Bonatti-Gobbi ;
- en bleu, Divine Providence ;
- en vert, la voie Cecchinel-Nominé ;
- en mauve, la voie Dufour-Fréhel, sortie Boivin-Vallençant ;
- en jaune, la voie Bonatti-Zappelli.

La première ascension du pilier proprement dit a été réalisée du 1er au 3 août 1957 par Walter Bonatti et Toni Gobbi par la face Nord-Est. Walter Bonatti dit à cette occasion « Elle est sans contredit la paroi mixte, roche et glace, la plus sombre, la plus sauvage, et la plus dangereuse que j'aie jamais observée dans les Alpes. »
La première hivernale a eu lieu du 5 au 9 mars 1971 par Andrzej Dworak, Janusz Kurczab, Andrzej Mróz et Tadeusz Piotrowski.
Un itinéraire glaciaire et mixte a été ouvert par Walter Cecchinel et Georges Nominé le 17 septembre 1971 dans la Face Nord.
La première solitaire a été réalisée par Nicolas Jaeger le 3 août 1975 par la voie Bonatti-Gobbi.
L'itinéraire actuellement le plus difficile est Divine Providence (ABO inf - rocher) et a été ouverte par Patrick Gabarrou et François Marsigny le 5-7 juin 1984. La première solitaire de cette voie est l'œuvre de Jean-Christophe Lafaille en 1990 : « c'est la voie la plus difficile et la plus engagée du massif du Mont-Blanc. »

## Caractéristiques
- Hauteur du pilier : 900 mètres
- Rocher : granite

Le sommet du Pilier d'Angle fait partie intégrante de l'itinéraire de l'arête de Peuterey qui aboutit au sommet du Mont-Blanc.